# Gerhard Gundermann
Gerhard Gundermann (21. února 1955 Výmar ‒ 21. června 1998 Spreetal) byl německý písničkář. Je považován za jednoho z nejvýznamnějších folkrockových autorů a zpěváků v oblasti bývalé NDR.

## Hudební dráha
Dramatické a lyrické tvorbě se Gerhard Gundermann věnoval už během studia důstojnické vysoké školy v Löbau. Po usazení v hornolužickém hornickém městě Hoyerswerda se stal vůdčí osobností pěveckého klubu Brigade Feuerstein, kterou proslavila zejména hudebně-divadelní představení pro děti.
Jako písničkář se představil poprvé v roce 1986, o rok později obdržel hlavní cenu na největším východoněmeckém písňovém festivalu, v roce 1988 pak vyšlo jeho první album „Männer, Frauen und Maschinen“. Během dalších deseti let následovala čtyři řadová alba, všechna víceméně v rockovém aranžmá. V 90. letech doprovázela Gundermanna obvykle skupina Seilschaft, koncertoval ale také sólově.
Umělecky spolupracoval s rockovou skupinou Silly nebo s písničkářem Manfredem Maurenbrecherem. V roce 1994 vystupoval v Halle jako předskokan Boba Dylana.
Poslední samostatný koncert zachycuje nahrávka „Krams - Das letzte Konzert“. Týden po tomto koncertu podlehl Gundermann náhlé mozkové příhodě. Bylo mu 43 let.

## Soukromý život
Gundermannův osobní život byl charakterizován napětím mezi dvěma světy, jimiž žil a mezi nimiž pendloval. Jedním byla hudební scéna, druhým hnědouhelný revír. Vedle tvůrčí a koncertní činnosti totiž Gundermann téměř po celý život pracoval jako bagrista v povrchovém dole Spreetal. Pro tuto nezvyklou kombinaci si vysloužil přízvisko zpívající bagrista.
Směnný provoz a poměrně tvrdé pracovní prostředí Gundermanna zároveň vysilovaly i inspirovaly. Většina jeho písní je v podstatě autobiografická. Lyrizuje v nich život obyčejného člověka v hornickém regionu se vším, co k němu patří. Přesvědčivý projev, srozumitelná poetika a z nich plynoucí popularita učinily z Gundermanna mluvčího obyvatel lužického uhelného revíru.
Jako exponovaný zpěvák a autor byl vystaven zájmu Státní bezpečnosti, která ho jednak sledovala, jednak ho také na přelomu 70. a 80. let přiměla k aktivní spolupráci. Tato kapitola Gundermannova příběhu vyšla najevo v polovině 90. let.

## Umělecký odkaz
Gundermannovy písně žijí dále v interpretaci několika revivalových hudebních skupin; zvláštní pozornost je jim věnována u příležitosti větších jubilejních koncertů (1998, 2008, 2015). Nejpřirozenějším pokračovatelem je původní skupina Seilchaft, jejímž frontmanem je od roku 2010 zpěvák Christian Haase.
Od roku 1999 o Gundermannovům umělecký odkaz pečuje spolek přátel a příznivců Gundermanns Seilschaft, který pořádá koncerty, výstavy a kolokvia a který svolává do Hoyerswerdy a Berlína každoroční gundermannovská setkání.
V překladu zatím vyšly Gundermannovy písně pouze v holandském podání Johana Meijera. V roce 2018 se však v obci Grossräschen konalo mezinárodní sympozium Gundermanns Lieder in Europa, kde byl Gundermann překládán do více než 10 evropských jazyků. V současnosti (2019) je připravován zpěvník a kompilační nahrávka těchto překladů.
U příležitosti 20. výročí úmrtí byl v létě 2018 uveden film Gundermann. Vedle písničkářova soukromého a hudebního života připomíná zejména jeho působení politické. Gundermann se totiž jako nadšený komunista a zároveň oblíbená veřejná osobnost zapletl nejen s komunistickou stranou, ale také se Státní bezpečností.